# STS-87
STS-87 (ang. Space Transportation System) – dwudziesta czwarta misja wahadłowca kosmicznego Columbia i osiemdziesiąta ósma programu lotów wahadłowców.

## Załoga[3]
- Kevin R. Kregel (3)*, dowódca (CDR)
- Steven W. Lindsey (1), pilot (PLT)
- Winston E. Scott (2), specjalista misji (MS2)
- Kalpana Chawla (1), specjalista misji (MS1)
- Takao Doi (1), specjalista misji (MS3) (NASDA) (Japonia)
- Łeonid Kadeniuk (1), specjalista ładunku (PS1) (NSAU) (Ukraina)

*(liczba w nawiasie oznacza liczbę lotów odbytych przez każdego z astronautów)

## Parametry misji
- Masa:
  - startowa orbitera: ? kg
  - lądującego orbitera: 102 697 kg[1]
  - ładunku: 4451 kg
- Perygeum: 273 km[1]
- Apogeum: 279 km[1]
- Inklinacja: 28,5°[1]
- Okres orbitalny: 90,0 min[1]

## Cel misji
- Umieszczenie na orbicie, a następnie przechwycenie satelity Spartan-201, obserwacje za pomocą urządzenia USMP-4 (United States Microgravity Payload)[3].

## Spacery kosmiczne[3]
- W. Scott i T. Doi - EVA 1
  - Początek EVA 1: 25 listopada 1997 - 00:02 UTC
  - Koniec EVA 1: 25 listopada - 07:45 UTC
  - Czas trwania: 7 godz, 43 min

- W. Scott i T. Doi - EVA 2
  - Początek EVA 2: 3 grudnia 1997 - 09:09 UTC
  - Koniec EVA 2: 3 grudnia - 14:09 UTC
  - Czas trwania: 5 godz.